# Crawfordite
La crawfordite è un minerale.